# St. Pius X. (Hohenstein-Ernstthal)

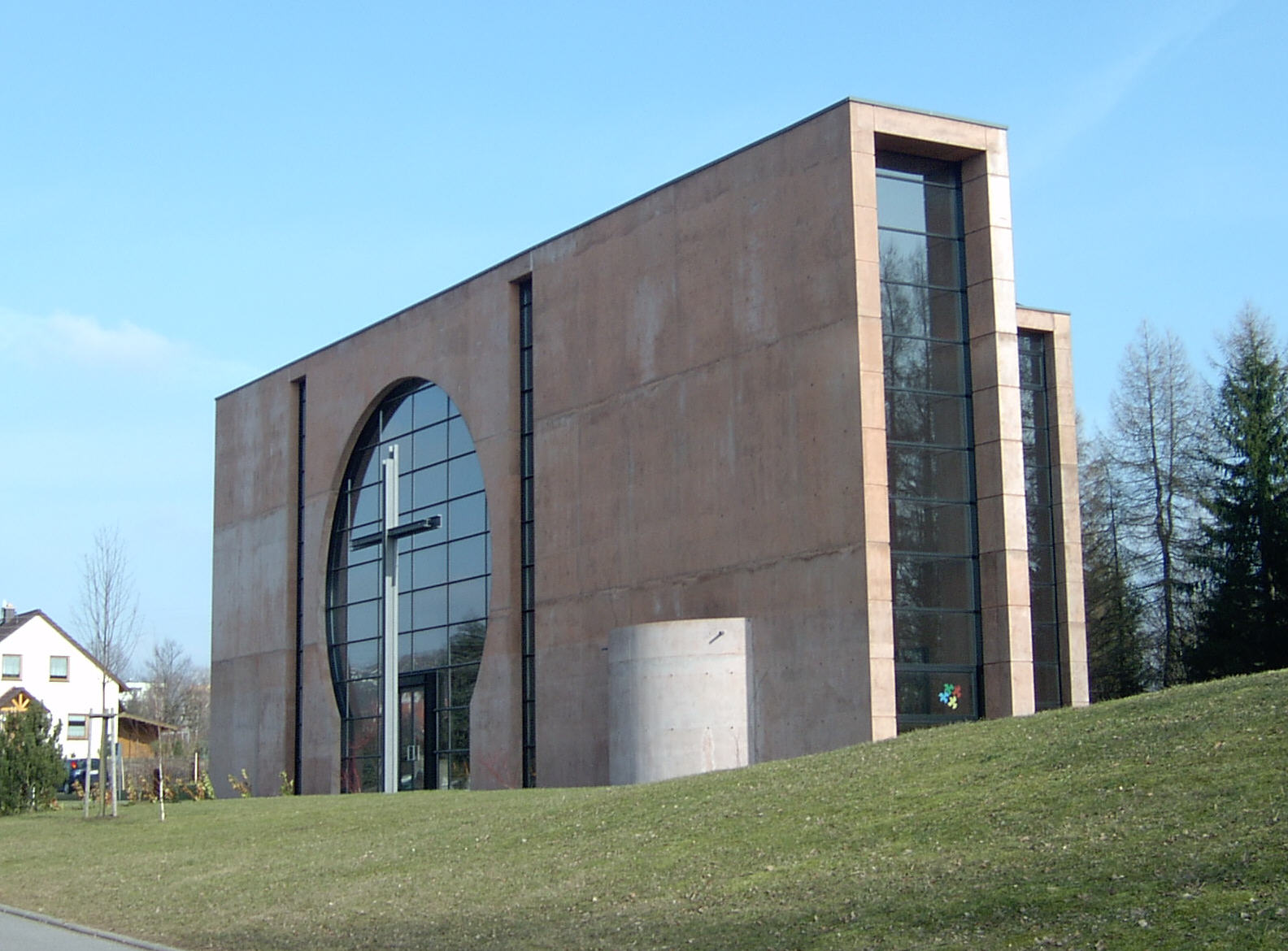
St. Pius X. (Foto von 2003)

St. Pius X. ist die römisch-katholische Kirche im sächsischen Hohenstein-Ernstthal.
Peter Böhm, Sohn einer berühmten Kölner Familie von Kirchenarchitekten, reichte auf der Internationalen Architekturbiennale Venedig den Entwurf einer Kirche ein. Nachdem ein Standort zunächst in Limbach-Oberfrohna erwogen wurde, wählte man schließlich einen Hügel am südöstlichen Rand der Kleinstadt Hohenstein-Ernstthal. Die Projektleitung übernahm Böhms Mitarbeiter Christopher Schroeer-Heiermann. Der Grundstein wurde am 8. April 1997 gelegt, am 20. September 1998 weihte der Bischof von Dresden-Meißen Joachim Reinelt die Kirche. Sie ist nach Papst Pius X. benannt.
Die zwölf Meter hohe Fassade aus Sichtbeton wurde in Anlehnung an die lehmhaltigen Böden der Region terrakottarot eingefärbt. Die Nordwestseite wird von einer verglasten Öffnung in Form des griechischen Buchstaben Omega dominiert, in die das Hauptportal eingelassen ist. Die Kirchenbänke sind halbkreisförmig angeordnet, der Altarraum ist leicht erhöht. In dem schlicht gehaltenen Kirchenraum befinden sich ein Kreuzweg von Georg Nawroth und ein Bildnis Papst Pius X. des Wickersdorfer Malers Thomas Heinicke.
Der Neubau war zunächst die Pfarrkirche der katholischen Kirchengemeinde Hohenstein-Ernstthal. Seit der Zusammenlegung mehrerer Pfarreien in der Region Zwickau im Jahre 2020 ist sie eine Filialkirche der Pfarrei Heilige Familie Zwickau.